# Admetos

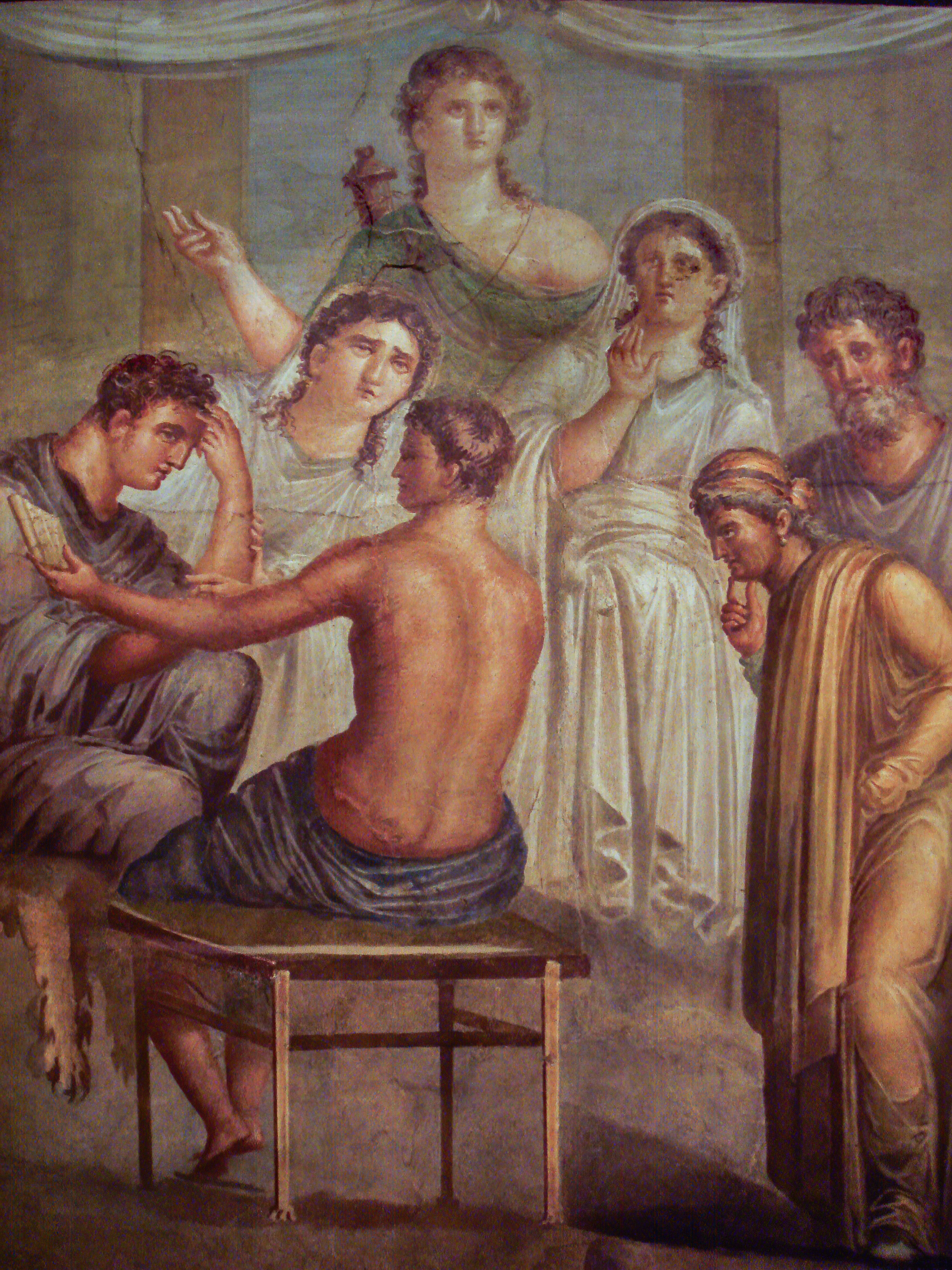
Alkestis und Admetos auf einem römischen Fresko (Herculaneum, Augusteum; 1. Jh. n. Chr.)

Admetos (altgriechisch Ἄδμητος Ádmētos, latinisiert Admetus) ist in der griechischen Mythologie der König von Pherai in Thessalien. Er folgte seinem Vater Pheres auf den Thron, nach dem die Stadt benannt worden war. Eng ist seine Verbindung zu Apollon. Dieser war für acht Jahre aus dem Olymp verbannt worden und diente während dieser Zeit Admetos. Bekannt ist Admetos vor allem durch das Opfer der Alkestis.

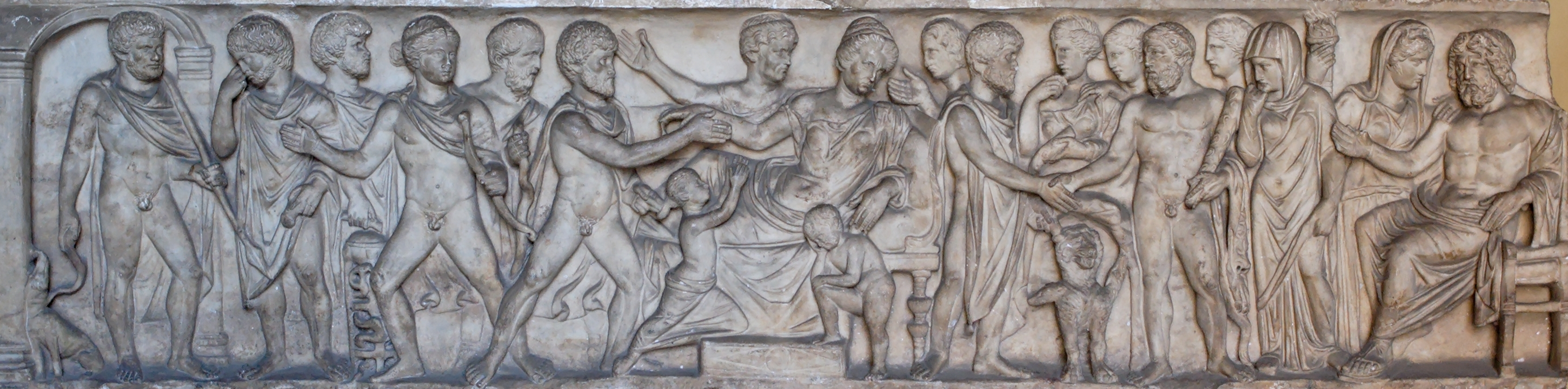
Szene aus dem Admetos-Mythos. Sarkophag von C. Junius Euhodus und Metilia Acte, 161–170 n. Chr.

Admetos warb um Alkestis, die Tochter des Königs Pelias. Deren Vater stimmte einer Heirat nur unter dem Vorbehalt zu, dass Admetos vermöge, den von einem Löwen und einem Wildschwein gezogenen Hochzeitswagen nach Iolkos zu lenken. Admetos gelang dies mit Hilfe Apollons, worauf das Paar heiratete.
Da er unterlassen hatte, der Göttin Artemis vor der Vermählung ein Opfer darzubringen, entschied die darob gekränkte, dass Admetos sterben müsse. Apollon überzeugte jedoch die Moiren, dass jemand anderes für Admetos sein Leben geben dürfe. Niemand außer Alkestis war dazu bereit. Nach einer (vielleicht am häufigsten perpetuierten) Version rettete Herakles Alkestis kurz nach deren Versterben vor dem Eingehen in das Reich des Todes. Dies ist nicht der einzige Fall in der griechischen Mythologie, dass ein Mensch aus dem Hades auf die Welt zurückkehren konnte. Schon Sisyphos war es gelungen, den Tod zu überlisten.
Auch in anderen Sagen tritt Admetos auf, so bei der berühmten Jagd auf den Kalydonischen Eber. Auch nahm er am Argonautenzuge teil.
Nach Admetos folgte Eumelos auf den Thron, der die Völker von Pherai und Iolkos in den Trojanischen Krieg führte.

## Rezeption des Admetos-Mythos

### Bühnenstücke
Von großer Nachwirkung war die ein zwiespältiges Bild des Admetos zeichnende Tragödie Alkestis des Euripides’, die zahlreiche Bühnenwerke (wie etwa von Wieland) inspirierte.

### Musik
- Jean-Baptiste Lully (1632–1687): Alceste, 1674
- Georg Friedrich Händel (1685–1759): Admeto, 1726
- Christoph Willibald Gluck (1714–1787): Alceste, 1767/1776
- Egon Wellesz (1885–1974):  Alkestis, 1923

### Gemälde
- Friedrich Heinrich Füger (1751–1818): Alkestis gibt ihr Leben für Admet

### Astronomie
Der Jupiter-Trojaner (85030) Admetos ist nach Admetos benannt.